# Vera Jans

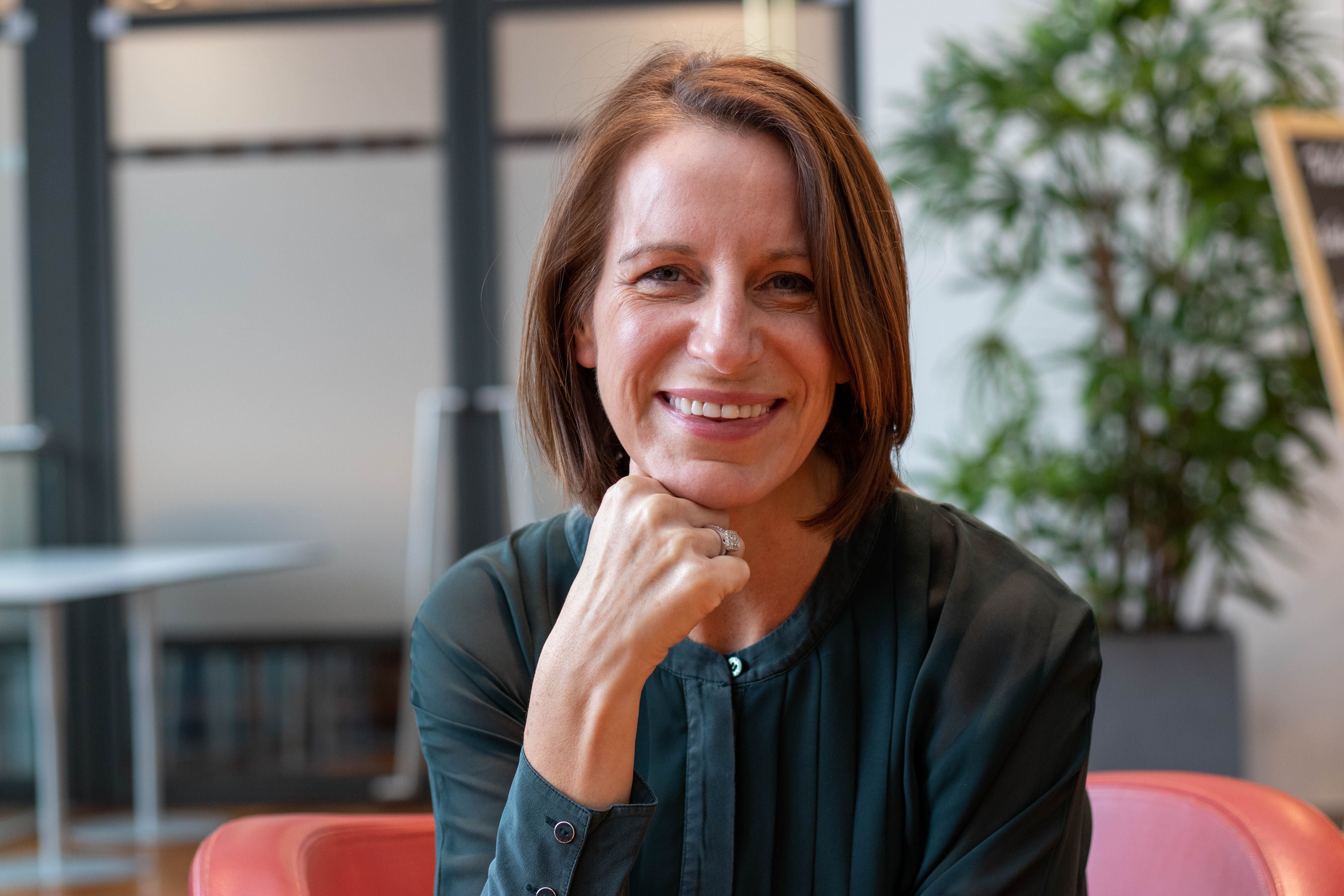

Vera Maria Jozef Jans (Hasselt, 12 mei 1978) is een voormalig Belgisch politica voor de CD&V.

## Levensloop
Jans behaalde een licentie psychologie. Ze studeerde in 2001 af aan de Universiteit Maastricht. Na haar studies werkte ze van 2001 tot 2003 als wetenschappelijk medewerker voor de CD&V-fractie in de Limburgse provincieraad en van 2003 tot 2004 als diensthoofd Gelijke Kansen aan de provincie Limburg.
In oktober 2000 werd Vera Jans voor het eerst verkozen tot gemeenteraadslid van Lanaken, waar ze van 2001 tot 2003 schepen van Jeugd was. Nadien bleef Jans nog tot in december 2023 zetelen als gemeenteraadslid.
Bij de derde rechtstreekse Vlaamse verkiezingen van 13 juni 2004 werd ze verkozen in de kieskring Limburg. Ook na de volgende  Vlaamse verkiezingen van 7 juni 2009 bleef ze Vlaams Parlementslid, nadat ze midden juli 2009 Vlaams minister Jo Vandeurzen opvolgde als lid van het Vlaams Parlement. Bij de Vlaamse verkiezingen van 25 mei 2014 en die van 26 mei 2019 werd ze opnieuw rechtstreeks verkozen. In het Vlaams Parlement was ze van 2004 tot 2019 vast lid van de commissie voor Welzijn, Volksgezondheid en Gezin. Daarnaast zetelde ze van 2014 tot 2019 als plaatsvervanger in de commissie voor Onderwijs. In 2010-2011 maakte ze ook deel uit van de commissie Jeugdzorg. Van 2019 tot 2024 zetelde ze als effectief lid in de commissie Buitenlands Beleid, Europese Aangelegenheden, Internationale Samenwerking en Toerisme en als plaatsvervangend lid in de commissie Welzijn. Van 2020 tot 2024 zetelde ze eveneens als vast lid in de commissie Wonen en Onroerend Erfgoed.
In november 2023 liet Vera Jans weten dat ze zich geen kandidaat meer zou stellen bij de nationale of lokale verkiezingen van 2024. Als motivatie gaf ze dat ze zich meer wilde wijden aan haar gezinsleven. Een maand later nam ze ontslag uit de gemeenteraad van Lanaken, haar mandaat als parlementslid liep in juni 2024 af.
Sinds januari 2024 is ze docent in de toegepaste psychologie van de Hogeschool PXL in Hasselt.